# Монессен
Монессен (англ. Monessen) — місто (англ. city) в США, в окрузі Вестморленд штату Пенсільванія. Населення — 6876 осіб (2020).
Назва міста походить від поєднання топонімів річки Мононгагіла, яка протікає поблизу міста, та німецького міста Ессен.

## Географія

Монессен на мапі округа Вестморленд та штату Пенсільванія

Місто належить до Пітсбурзької міської статистичної агломерації, та знаходиться у так званому «Іржававому поясі», у місті до 1970 років була розвинена металургійна промисловість. Монессен розташований на самому південному-заході округу Вестморленд.
Монессен розташований за координатами 40°9′7″ пн. ш. 79°52′59″ зх. д. / 40.15194° пн. ш. 79.88306° зх. д. (40.151966, -79.883008).  За даними Бюро перепису населення США в 2010 році місто мало площу 7,83 км², з яких 7,48 км² — суходіл та 0,35 км² — водойми.

## Клімат
Клімат у місті субтропічний океанський, зі спекотним вологим літом та м'якою зимою. Середня температура січня близько −3 °C, липня — +25 °C.
| Клімат : Монессен       | Клімат : Монессен | Клімат : Монессен | Клімат : Монессен | Клімат : Монессен | Клімат : Монессен | Клімат : Монессен | Клімат : Монессен | Клімат : Монессен | Клімат : Монессен | Клімат : Монессен | Клімат : Монессен | Клімат : Монессен | Клімат : Монессен |
| Показник                | Січ.              | Лют.              | Бер.              | Квіт.             | Трав.             | Черв.             | Лип.              | Серп.             | Вер.              | Жовт.             | Лист.             | Груд.             | Рік               |
| Абсолютний максимум, °C | 23,9              | 25,0              | 28,9              | 32,2              | 35,0              | 36,7              | 39,4              | 39,4              | 38,9              | 32,8              | 27,8              | 23,3              | 39,4              |
| Середній максимум, °C   | 3,9               | 6,1               | 12,8              | 18,9              | 23,9              | 27,8              | 30,0              | 28,9              | 26,1              | 20,0              | 12,8              | 6,7               | 18,3              |
| Середня температура, °C | −1,7              | 0,0               | 6,1               | 11,1              | 16,7              | 21,1              | 23,3              | 22,8              | 19,4              | 12,8              | 7,2               | 1,1               | 11,7              |
| Середній мінімум, °C    | −6,7              | −5,6              | −0,6              | 3,9               | 9,4               | 13,9              | 16,7              | 16,1              | 12,8              | 6,1               | 1,7               | −3,9              | 5,0               |
| Абсолютний мінімум, °C  | −30               | −28,9             | −18,3             | −11,7             | −3,3              | 1,1               | 5,6               | 3,9               | −0,6              | −8,9              | −18,3             | −24,4             | −30               |
| Норма опадів, мм        | 74                | 61                | 89                | 86                | 97                | 97                | 94                | 91                | 76                | 64                | 74                | 69                | 965               |
| ----------------------- | ----------------- | ----------------- | ----------------- | ----------------- | ----------------- | ----------------- | ----------------- | ----------------- | ----------------- | ----------------- | ----------------- | ----------------- | ----------------- |
| Джерело: Weatherbase    |                   |                   |                   |                   |                   |                   |                   |                   |                   |                   |                   |                   |                   |

## Населення
| Група                                | 2000          | 2010          |
| Білі американці                      | 7.203 (83,1%) | 6.148 (79,6%) |
| Афроамериканці                       | 1.213 (14,0%) | 1.152 (14,9%) |
| Американці азійського походження     | 20 (0,2%)     | 23 (0,3%)     |
| Іспаноамериканці та латиноамериканці | 71 (0,8%)     | 138 (1,8%)    |
| Загалом                              | 8.669         | 7.720         |

Згідно з переписом 2010 року, у місті мешкало 7720 осіб у 3525 домогосподарствах у складі 2067 родин. Густота населення становила 986 осіб/км².  Було 4238 помешкань (541/км²). 
До двох чи більше рас належало 3,6 %.
За віковим діапазоном населення розподілялося таким чином: 18,7 % — особи молодші 18 років, 58,6 % — особи у віці 18—64 років, 22,7 % — особи у віці 65 років та старші. Медіана віку мешканця становила 46,0 року. На 100 осіб жіночої статі у місті припадало 86,2 чоловіків;  на 100 жінок у віці від 18 років та старших — 82,6 чоловіків також старших 18 років.
Середній дохід на одне домашнє господарство  становив 47 171 долар США (медіана — 35 447), а середній дохід на одну сім'ю — 54 869 доларів (медіана — 46 921). Медіана доходів становила 41 699 доларів для чоловіків та 30 752 долари для жінок. За межею бідності перебувало 17,8 % осіб, у тому числі 35,4 % дітей у віці до 18 років та 5,1 % осіб у віці 65 років та старших.
Цивільне працевлаштоване населення становило 3191 особа. Основні галузі зайнятості: освіта, охорона здоров'я та соціальна допомога — 29,9 %, роздрібна торгівля — 13,1 %, виробництво — 11,6 %.

## Відомі люди
Уродженці
- Василь Мадзелян — український митець та педагог.
- Крістіан Бемер Анфінсен — американський біохімік, член Національної АН США, Американської академії мистецтв і наук[8] (1958), іноземний член Данського королівського товариства (1964). Лауреат Нобелівської премії з хімії (1972).
- Філандер Чейз Нокс — американський політик-республіканець, 40-й Держсекретар США, 44-й Генеральний прокурор США, а також сенатор.
- Том Савіні — американський актор, режисер, гример та постановник спецефектів.

Мешканці
- Френсіс Мак-Дорманд — американська акторка театру та кіно.